# Zophomyia vicina
Zophomyia vicina är en tvåvingeart som först beskrevs av Macquart 1854.  Zophomyia vicina ingår i släktet Zophomyia och familjen parasitflugor.
Artens utbredningsområde är Frankrike. Inga underarter finns listade i Catalogue of Life.